# USS ARD-10
L'USS ARD-10, était un quai de réparation auxiliaire de classe ARD-2 de 4 200 tonnes, un type de cale sèche flottante auxiliaire de l'US Navy pendant la Seconde guerre mondiale,.

## Historique
Construit par la Pacific Bridge Company (en) à Alameda en Californie, l'ARD-10 été mis en service en octobre 1943. Il a été remorqué par USS Yuma (AT-94) (en) de San Francisco, Californie le 12 décembre 1943 d'abord à Sydney, Australie, puis à Melbourne le 1er février 1944.Yuma et ARD-10 sont finalement arrivés à Fremantle, en Australie-Occidentale, le 6 mars 1944. Là, l'ARD-10 a servi la base sous-marine jusqu'à la fin de la guerre. Elle pouvait accueillir des navires de la Seconde Guerre mondiale jusqu'à la taille d'un destroyer. Pendant son mandat à Fremantle, elle a amarré 275 navires (dont 230 sous-marins). Puis elle a été transférée de Fremantle à la base navale de Subic Bay par l'USS Chanticleer (ASR-7) (en).

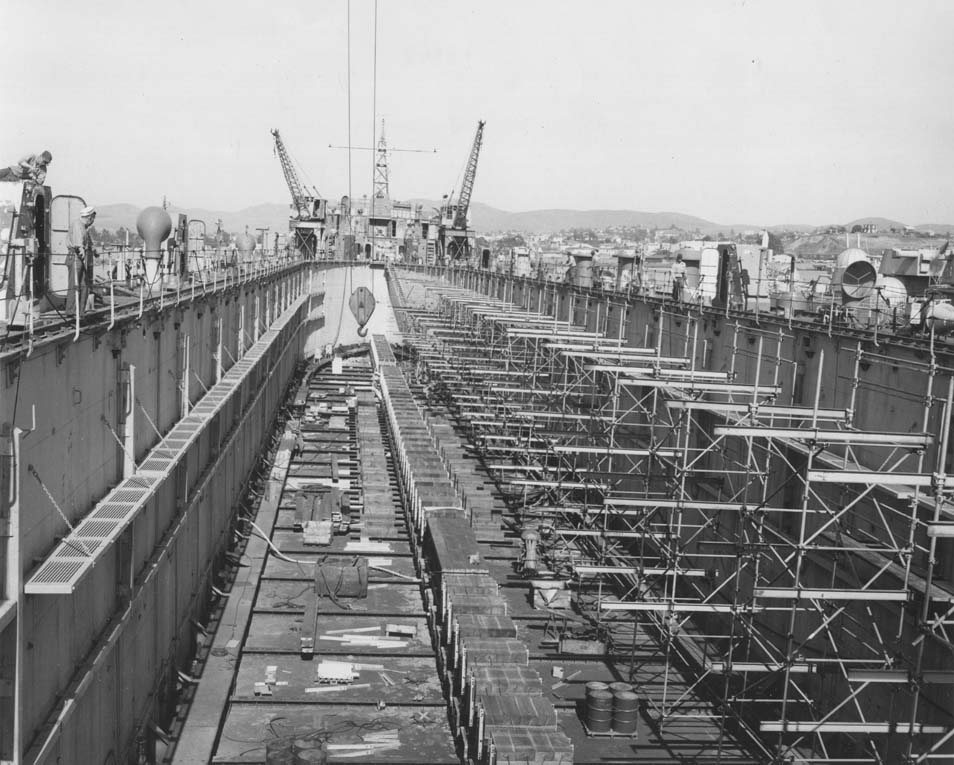
Intérieur de l'ARD-10

Décommissionné à Subic Bay le 30 juin 1946, l'ARD-10 est retourné aux États-Unis. Il a été retiré du service de la marine américaine en juillet 1972 et vendu par la suite à Bendershipbuilding Repair Co.  de Mexico, puis transféré à Astilleros Bender, S. de R.L. de C.V. à Tampico. Au 6 février 2013, le navire était toujours opérationnel.

### ClasseARD-2
ARD-10 était membre de la classe ARD-2 des cales sèches de réparation auxiliaires (ARD). La classe de cales sèches ARD-2 date du début de la Seconde Guerre mondiale et elles étaient remorquées là où elles étaient nécessaires, généralement en ancrage sur les avant-zones de guerre. Cinq des 7 cales sèches de classe ARD-2 construites existent toujours dans les marines étrangères.

## Décoration
- American Campaign Medal
- Asiatic-Pacific Campaign Medal
- World War II Victory Medal

### Liens connexes
- Liste des navires auxiliaires de l'United States Navy
- Base navale de Subic Bay
- Théâtre du Pacifique de la Seconde Guerre mondiale
- USS ARD-9